# Europs

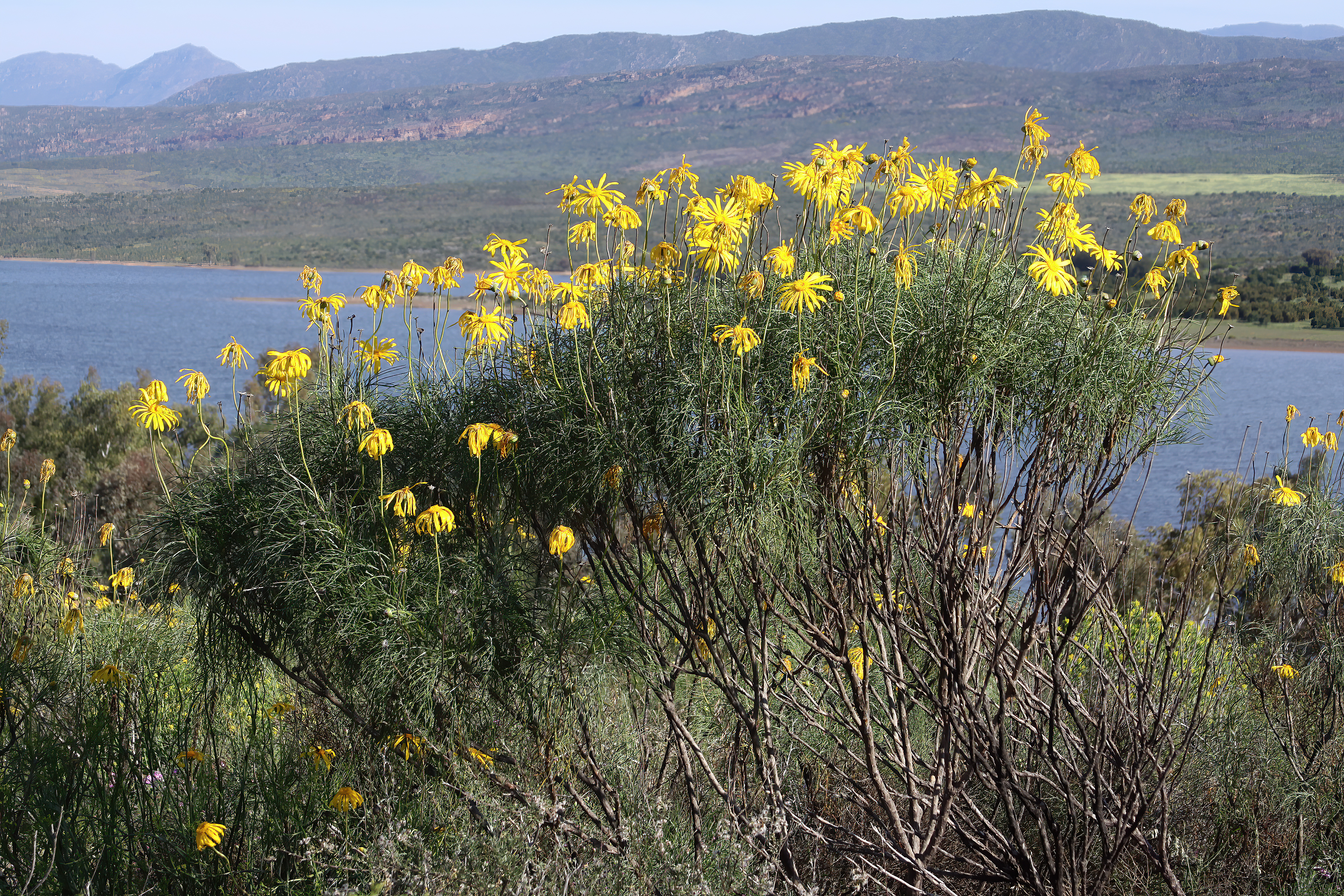
Euryops speciosissimus

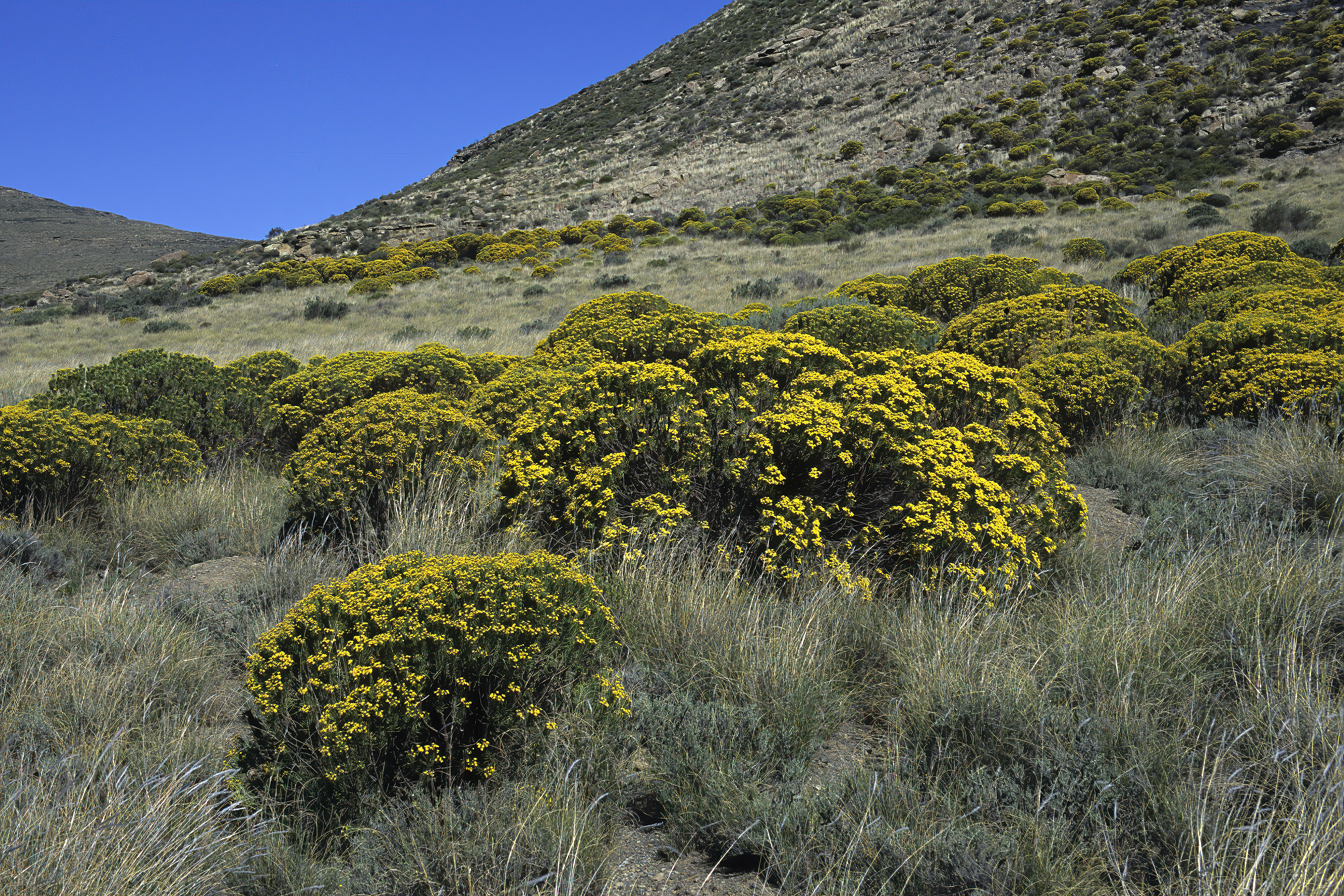
Euryops floribundus

Europs (Euryops (Cass.) Cass.) – rodzaj roślin z rodziny astrowatych (Asteraceae). Obejmuje ok. 100 gatunków. Rośliny te występują przede wszystkim na południu Afryki – tylko w Kraju Przylądkowym obecnych jest 46 gatunków. Poza tym rosną w pozostałej części południowej Afryki i we wschodniej części tego kontynentu, na Sokotrze i w południowej części Półwyspu Arabskiego. Rosną w różnych siedliskach, z reguły otwartych, nasłonecznionych. 
Niektóre gatunki uprawiane są jako ozdobne. Zwłaszcza europs aksamitkowaty Euryops acraeus pochodzący z wyższych partii Gór Smoczych, cechujący się pewną mrozoodpornością. W krajach o klimacie śródziemnomorskim popularnym gatunkiem ozdobnym jest Euryops pectinatus. Żywicę tych roślin dawniej wykorzystywano do wyrobu gumy.

## Morfologia

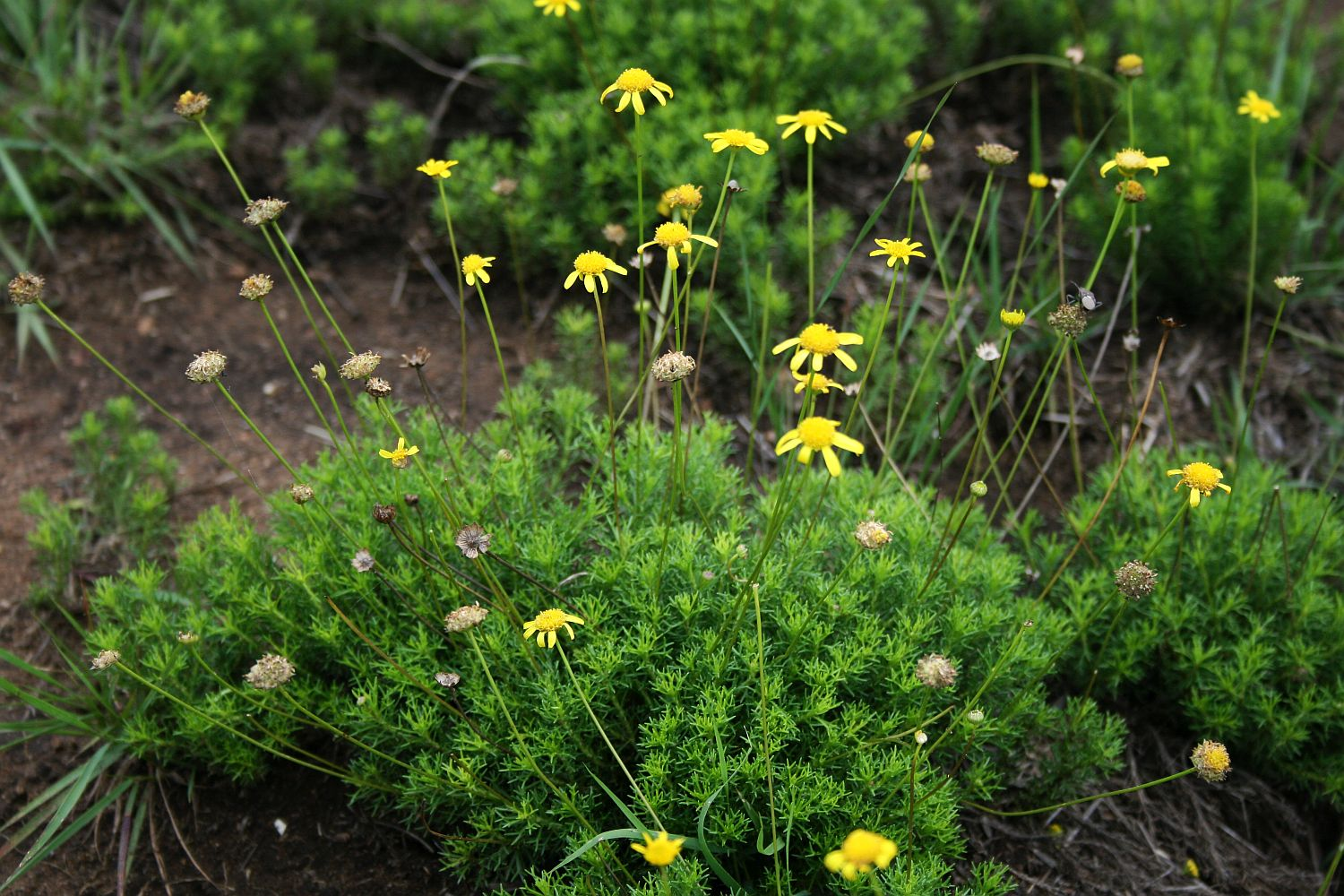
Euryops laxus

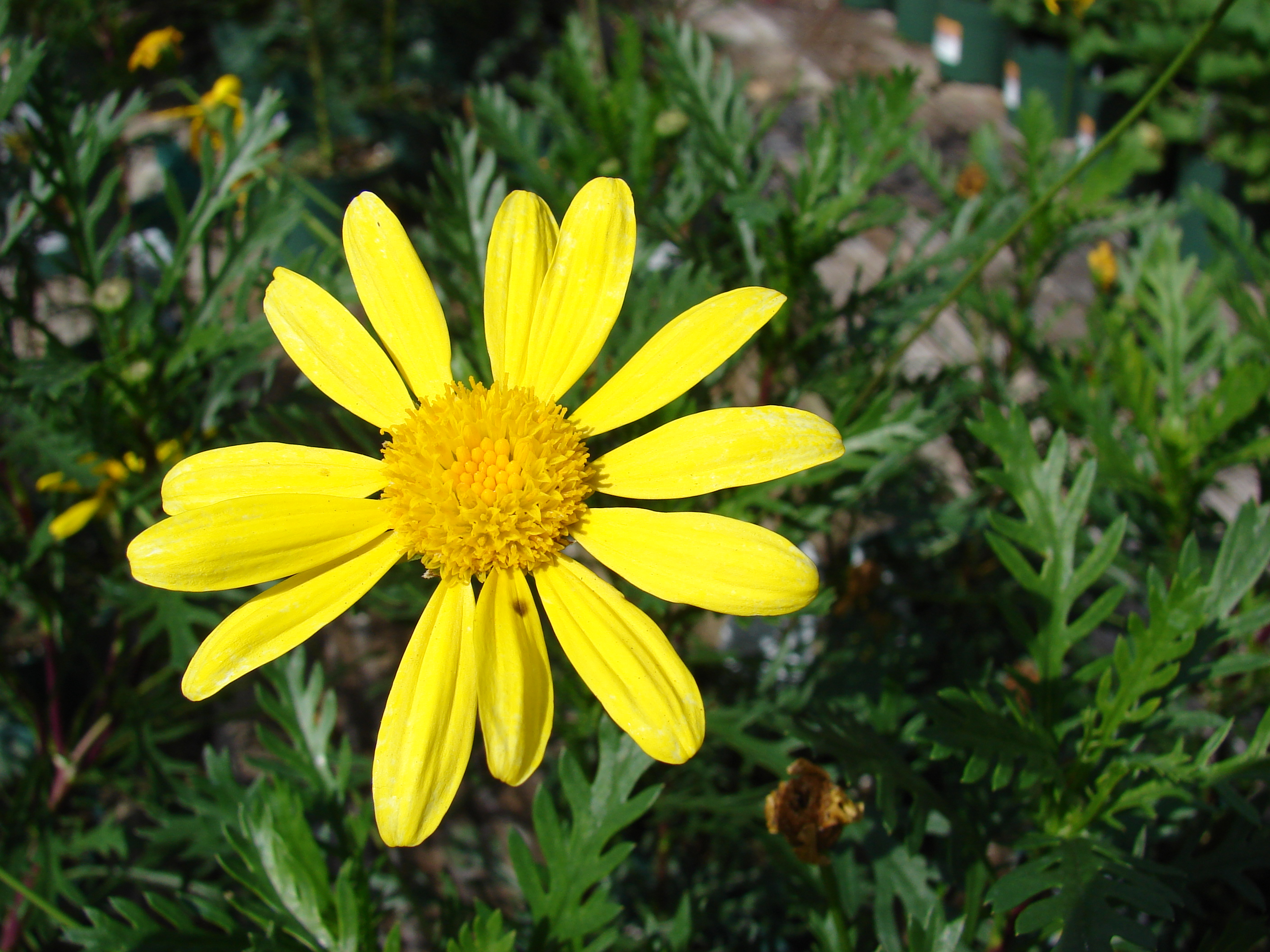
Euryops pectinatus

PokrójKrzewy do 3 m wysokości, krzewinki i byliny, rzadko (jeden gatunek) rośliny roczne.
LiścieSkrętoległe, skupiające się zwykle w szczytowej części pędów, rzadziej skupione różyczkowato przy ziemi. Liście zwykle ząbkowane lub w różnym stopniu pierzasto klapowane lub pierzastodzielne.
KwiatyZebrane w koszyczki wyrastające pojedynczo w kątach liści na długich szypułach, koszyczki często liczne, czasem pojedyncze, zawsze z kwiatami żółtymi, często z kwiatami języczkowatymi i rurkowatymi, czasem tylko z rurkowatymi. Okrywa z listkami w jednym szeregu. Kwiaty rurkowate obupłciowe lub męskie, z pięcioma łatkami na szczycie korony trójkątnie-jajowatymi. Pręcików jest 5. Zalążnia jest dolna, jednokomorowa, z pojedynczym słupkiem rozwidlonym, na końcach nie spłaszczonym. Kwiaty języczkowate na brzegu koszyczka (jeśli obecne) są żeńskie.
OwoceNiełupki podługowato eliptyczne, nagie lub owłosione, z ośćmi puchu kielichowego wyrastającymi w jednym szeregu, miękkimi i odpadającymi lub z całkiem zredukowanym puchem kielichowym.

## Systematyka
Pozycja systematyczna
Rodzaj z podplemienia Othonninae, plemienia  Senecioneae i podrodziny Asteroideae w obrębie rodziny astrowatych (Asteraceae). W niektórych ujęciach rodzaj włączany jest do szeroko ujmowanego rodzaju Othonna.
Wykaz gatunków
- Euryops acraeus M.D.Hend. – europs aksamitkowaty[5]
- Euryops algoensis DC.
- Euryops annae E.Phillips
- Euryops annuus Compton
- Euryops anthemoides B.Nord.
- Euryops antinorii S.Moore
- Euryops arabicus Steud. ex Jaub. & Spach
- Euryops asparagoides DC.
- Euryops bolusii B.Nord.
- Euryops brachypodus (DC.) B.Nord.
- Euryops brevilobus Compton
- Euryops brevipapposus M.D.Hend.
- Euryops brevipes B.Nord.
- Euryops brownei S.Moore
- Euryops calvescens DC.
- Euryops candollei Harv.
- Euryops chrysanthemoides (DC.) B.Nord.
- Euryops ciliatus B.Nord.
- Euryops cuneatus B.Nord.
- Euryops dacrydioides Oliv.
- Euryops decipiens Schltr.
- Euryops decumbens B.Nord.
- Euryops dentatus B.Nord.
- Euryops discoideus Burtt Davy
- Euryops dregeanus Sch.Bip.
- Euryops dyeri Hutch.
- Euryops elgonensis Mattf.
- Euryops empetrifolius DC.
- Euryops erectus (Compton) B.Nord.
- Euryops ericifolius (Bél.) B.Nord.
- Euryops ericoides (L.f.) B.Nord.
- Euryops euryopoides (DC.) B.Nord.
- Euryops evansii Schltr.
- Euryops exudans B.Nord. & V.R.Clark
- Euryops floribundus N.E.Br.
- Euryops galpinii Bolus
- Euryops gilfillanii Bolus
- Euryops glutinosus B.Nord.
- Euryops gracilipes B.Nord.
- Euryops hebecarpus (DC.) B.Nord.
- Euryops hypnoides B.Nord.
- Euryops imbricatus Less.
- Euryops indecorus B.Nord.
- Euryops inops B.Nord.
- Euryops integrifolius B.Nord.
- Euryops jaberiana Abedin & Chaudhary
- Euryops jacksonii S.Moore
- Euryops lasiocladus (DC.) B.Nord.
- Euryops lateriflorus (L.f.) Less.
- Euryops latifolius B.Nord.
- Euryops laxus (Harv.) Burtt Davy
- Euryops leiocarpus (DC.) B.Nord.
- Euryops linearis Harv.
- Euryops linifolius DC.
- Euryops longipes DC.
- Euryops marlothii B.Nord.
- Euryops microphyllus (Compton) B.Nord.
- Euryops mirus B.Nord.
- Euryops montanus Schltr.
- Euryops mucosus B.Nord.
- Euryops muirii C.A.Sm.
- Euryops multifidus DC.
- Euryops munitus (L.f.) B.Nord.
- Euryops namaquensis Schltr.
- Euryops namibensis (Merxm.) B.Nord.
- Euryops nodosus B.Nord.
- Euryops oligoglossus DC.
- Euryops othonnoides (DC.) B.Nord.
- Euryops pectinatus Cass.
- Euryops pedunculatus N.E.Br.
- Euryops petraeus B.Nord.
- Euryops pinifolius A.Rich.
- Euryops pinnatipartitus (DC.) B.Nord.
- Euryops pleiodontus B.Nord.
- Euryops polytrichoides (Harv.) B.Nord.
- Euryops prostratus B.Nord.
- Euryops proteoides B.Nord. & V.R.Clark
- Euryops rehmannii Compton
- Euryops rosulatus B.Nord.
- Euryops rupestris Schltr.
- Euryops serra DC.
- Euryops spathaceus DC.
- Euryops speciosissimus DC.
- Euryops subcarnosus DC.
- Euryops sulcatus Less.
- Euryops tagetoides (DC.) B.Nord.
- Euryops tenuilobus (DC.) B.Nord.
- Euryops tenuissimus Less.
- Euryops thunbergii B.Nord.
- Euryops transvaalensis Klatt
- Euryops trifidus Less.
- Euryops trilobus Harv.
- Euryops tysonii E.Phillips
- Euryops ursinoides B.Nord.
- Euryops virgatus B.Nord.
- Euryops virgineus (L.f.) DC.
- Euryops wageneri Compton
- Euryops walterorum Merxm.
- Euryops zeyheri B.Nord.